# 空中急診英雄
《空中急診英雄》，為日本富士電視台製播的電視劇系列，由山下智久主演。劇集分別於2008年、2009年及2010年播出第一季、新春特別篇及第二季。之後於2017年開拍第三季，並於同年7月17日起在月九時段播出。於同年9月18日第三季最終話播出，並同時宣布拍攝該系列電影版，於2018年7月27日上映。

## 概要
2007年7月，日本通過法案開始建構全國救護直升機體系，使空中醫師的需求大增。本劇即以急救中心作為舞台，描繪年輕的實習飛行醫生和指導醫生們的互動關係，以及在直升機裡病患和參與人們的奮鬥跟糾紛。翔陽大學附屬的北部醫院急救中心是首間成立飛行急救隊的醫院，四位年輕的研修醫生選擇在此學習，希望能成為出色的醫生。
標題“Code Blue”的稱號是指病情突然變化，病人在需要緊急復甦的情況時，醫生與護士之間使用的專門術語。
第一季從2008年7月3日至9月11日，於每週四22:00〜22:54（JST）播放，宣傳詞為「這個國家有更多能獲救的生命。（この国には、もっと救える命がある。）」。
2009年1月10日週六21:00〜23:10（JST）播出新春特別篇，播放從第一季最後一集描寫的事故數週後的實習飛行醫生的活躍。
第二季由2010年1月11日至3月22日，於每週一21:00〜21:54（JST）播出，故事設定在第一季的一年3個月之後，故事將延續上次飛行醫生的實習期直到他們三個月後畢業為止。其他時段播放的連續劇，其續篇在月9時段裡播放，本作是第一次。另外，在月9時段播放以救急醫療為題材的醫療電視劇，這也是第一次。山下智久在2009年7月的月9電視劇《零秒出手》為主演，相隔一季再擔正主演是史上第一次。
第三季於2017年7月17日至9月18日，再次於每週一21:00〜21:54（JST）播出，故事設定在第二季的七年後，藍澤耕作成為腦外科醫生，白石惠成為飛行醫生的領隊，藤川一男也繼續留在翔北，緋山美帆子成為婦產科醫生，冴島遙已經成為飛行護士王牌，以及三位新加入的年輕實習醫生的故事。

## 故事簡介
轉到翔陽大學附屬北部醫院急救中心的4名年輕醫生，飛行醫生實習生 · 藍澤耕作、白石惠、緋山美帆子、藤川一男，作為實習生（後期臨床研修醫生）的同時亦接受專門培訓，故事描寫在人生和作為醫生職責之間的動搖和衝突下，緊急救命和災難醫療中掙扎的人物。
第一季經過九年後，三名新飛行醫生實習生 · 名取楓馬、灰谷俊平、横峯朱里加入，曾一同實習的四位醫生再次聚首，作為後輩的指導醫生支撐翔北救命中心。

## 演員

### 主要人物
藍澤耕作（Aizawa Kousaku）－山下智久（主演）
（香港配音：蔡忠衛【第一季】、【第二季】、梁偉德【第三季】）
腦外科醫生；急救中心醫生；飛行醫生候補生；實習醫生。
在地區醫院急診部門累積了兩年經驗後，為了成為空中救護醫師而來到翔北急救中心。醫學知識豐富又冷靜，技術也是四人中最好的，雖然年紀輕，卻對自己充滿信心。一心只想追求醫術上的精進，認為面對急重症患者是磨練技術的好機會，即使非值班日也留在醫院，等待病患出現。過於偏激的態度常令旁人對他產生誤解，其實背後卻有不為人知的原因，父母在幼時離婚、自殺，童年由祖母所撫養，因此幾乎沒有和父母間的回憶。
第二季結尾時轉為翔北腦外科醫生，於第三季第一集尾回歸到翔北急診室成為急診中心指導醫生。
白石惠（Shiraishi Megumi）－新垣結衣
（香港配音：王慧珠【第一季】、【第二季】、何璐怡【第三季】）
急救中心組長；急救中心醫生；飛行醫生候補生；實習醫生。
為了將空中救護的相關知識帶回地方的急診中心而來到翔北急救中心。雖然擁有成為優秀醫師的才能，但由於個性不擅競爭、遇事又害怕失敗，所以從來不曾拼命努力過，不僅常處於被動狀態，甚至在關鍵時刻卻步。然而在周遭醫護人員的影響下，讓她開始認真思考醫生的責任所在，以及自己真正想要的人生方向。
由於自己的判斷失誤，導致黑田醫生右手截肢，因此一直非常自責。
四人中只有她始終留在急救中心沒有選擇其他專科，第三季時升任急救中心組長，負責在緊急事故發生時現場指揮及調度人員。
緋山美帆子（Hiyama Mihoko）－戶田惠梨香
（香港配音：黃鳳兒【第一季】、【第二季】、張頌欣【第三季】）
婦產科醫生；急救中心醫生；飛行醫生候補生；實習醫生。
昭和54年9月27日出生，靠著雙親金援從私立醫大畢業，經過兩年實習後，為了成為空中救護醫師而進入翔北急救中心。個性積極好勝、極具企圖心，總認為其他人佔了她隨直升機出動的機會而感到厭煩不已。有時甚至會因為過度自信而表現出狂妄的態度，不過面對病患時卻擁有藍澤和白石所欠缺的熱血性情。
第三季前曾到青南周產期醫療中心擔任婦產科醫生因三井醫生拜託回歸翔北急診中心擔任急診醫生。
冴島遙（Saejima Haruka）－比嘉愛未
（香港配音：王夢華【第一、二季】、詹健兒【第三季】）
急救中心護士；飛行護士。
最年輕的飛行護士，眾多護士中擁有卓越技術並具備與醫生相同水準的知識。出生於醫生世家，年紀雖輕，在醫療現場卻能沉穩展現實力，工作態度比誰都認真。認為每年來這邊的研修醫師，都是些有錢人家的公子千金，所以不僅態度嚴厲，甚至還有點瞧不起他們。
第三季時與藤川一男同居並結婚。
藤川一男（Fujikawa Kazuo）－淺利陽介
（香港配音：【第一季】、【第二季】、胡家豪【第三季】）
骨外科醫生；急救中心醫生；飛行醫生候補生；實習醫生。
典型的鄉下長男，在鄉親的期待下苦讀多年，總算來到了翔北急救中心。艱辛的研修生活，加上週遭高規格的要求，經常壓得他喘不過氣。個性膽小卻又愛面子，從不輕易在人前示弱。但由於在四人中能力較差，因此由一開始一直沒有坐上直昇機的機會，也因此對同期的藍澤等人有強烈自卑感，感到十分煩惱。
第三季時與冴島遙同居並結婚

### 翔陽大學附屬北部醫院急救中心
フライトドクター
千葉縣災害據點是應急災難醫療中心作為指定的大學醫院。本作簡稱為翔北急救中心。救護直升機在千葉縣全境活動，每日平均出動兩次。
黑田脩二（Kuroda Syuuji）－柳葉敏郎（1、2nd Season）
（香港配音：黃志明【第一季】、【第二季】）
急救中心醫生；飛行醫生。
急救中心的王牌醫生，胸腹腔外科專門。充滿自信，正義感十足，無論對自己或他人都十分嚴格。很討厭年輕人，也頗為毒舌。第一季第八集時因被捲入事故中而截肢手臂，後由森本醫生進行手術接回手臂，但手臂仍無法像以往一樣。在SP裡決定離開翔北。「救護直昇機是最後的要塞，一旦熱線響起就要接受任務」及「才能跟經驗是外科醫生的全部」是他的信條。
橘啓輔（Tachibana Keisuke）－椎名桔平（2nd Season - 3rd Season）
（香港配音：【第二季】、潘文柏【第三季】）
急救中心新任醫生，主张不多过问病人，称“医生的成长建立在一个个死去的病人之上”及“要懂得适时放弃和干脆地的决断”；飛行醫生。
第三季時橘升任為急救中心主任。
三井醫生的前夫，兩人育有一子，第三季時兩人復合。
三井環奈（Mitsui Kanna）－涼 (日本演員)
（香港配音：錢惠玲【第一季】、【第二季】、鄭麗麗【第三季】）
急救中心醫生；飛行醫生。
婦產科與新生兒醫療專門的醫生。原本是個滿腔熱血的醫師，但由於曾發生醫療事故，而讓她成了徹底的合理主義者。總是冷靜沉著地下判斷，有時和自信滿滿的黑田會意見相左。比誰都深刻了解空中救護醫師的責任重大。
橘醫生的前妻，兩人育有一子，第三季時兩人復合。
森本中士（Morimoto Tadashi）－勝村政信（1、2nd Season）
（香港配音：鄧肇基【第一季】、【第二季】）
急救中心醫生；飛行醫生。
骨科醫生。說過“最高優先事項是私人”。如果患者發生重症患者的話，深夜也會趕過來、長時間的手術也不嫌棄。隨和的性格是緩和急救中心的存在。对轟木聖子有好感。
轟木聖子（Todoroki Seiko）－遊井亮子（1、2nd Season）
（香港配音：謝穎茵【第一季】、【第二季】）
急救中心簽派員，負責救護直升機飛行會合指示並提供資訊協助。
田所良昭（Tadokoro Yoshiaki）－兒玉清特別演出
（香港配音：譚漢華【第一季】、【第二季】）
急救中心醫生；急救中心部長。
專門是內科但外科也能。致力於培訓新一代的飛行醫生，同胞醫生的支援。從大學醫院逃離，於鹿兒島的小孤島上有一人從事醫療20年的時期。從一流大學醫學中心將黑田醫生挖角到翔北急救中心。
名取颯馬（Natori Souma）－有岡大貴（3rd Season）（香港配音：黃積權）
飛行醫生候補生。
父親是一位名醫，也是知名度高的醫院院長及經營者。颯馬擁有作為醫生應有的技術，卻對醫療毫無熱情，當中有著深藏的秘密。
對緋山醫生有好感，也對她十分信任。
灰谷俊平（Haitani Shunpei）－成田凌（3rd Season）
（香港配音：陳灝瑋）
飛行醫生候補生。
雖然為人認真又温柔，但因為自己的技術差而有複雜的感情，會因為自己做事笨拙及在關鍵時刻失敗而討厭自己，不知道如何成為受人信賴的醫生。
橫峯朱里（Yokomine Akari）－新木優子（3rd Season）（香港配音：廖杏茵）
飛行醫生候補生。
因為小時候看過醫療劇，非常憧憬劇中醫生而以此為目標，她有着天不怕地不怕的行動力，在不容許失敗的飛行醫生現場以開朗及率直的性格跨越困難。
雪村雙葉（Yukimura Futaba）－馬場富美香（3rd Season）
（香港配音：葉曉欣）
飛行護士候補生。
作為護士的她為了早日得到周圍的人認同而努力，不知不覺做到實力以上的成績，她積極向前的姿態得到前輩護士冴島遙的期待。
町田響子（Machida Kyouko）－伊藤由美（3rd Season）（香港配音：成瑤孆）
急救中心簽派員，負責救護直升機飛行會合指示並提供資訊協助。
大原澄子（Oohara Sumiko）－池田貴美子
（香港配音：錢惠玲【第一季】、【第二季】、【第三季】）
急救中心護士長。
村田香織（Murata Kaori）－金田美香
急救中心護士。
工藤幹生－川名陽介
急救中心護士；飛行護士。
辻陽子－垣內彩未（2nd Season）
翔北急救中心的護士。
園田大介－HILUMA（2nd Season）
翔北急救中心的護士，也會以飛行護士的身分前往現場。
廣田扶美－下垣真香（3rd Season）
翔北急救中心的護士。

### 急救中心以外的醫療相關者
西條章（Saijyou Akira）－杉本哲太
（香港配音：羅偉亮【第一季】、【第二季】、招世亮【第三季】）
腦外科部長。
與黑田在學生時代已是切磋琢磨的關係，多年的對手。一邊抱怨「得用粗暴的方式才能救人一命」，一邊用熟練的進行手術、看清「醫生不是神」與拯救生命的極限及現實的一面。本院時代是負責橘醫生的研修醫時代的擔當。
新海廣紀（Shinkai Hiroki）－安藤政信（3rd Season）
（香港配音：麥皓豐【第三季】）
腦外科醫生。
他不僅醫術出色，還擅長掌握人心，是不容置疑的腦外科皇牌，在一帆風順的日子中遇上同在腦外科發展的藍澤耕作，因而受到很大的刺激，同時腦外科水準世界頂尖的多倫多大學準備邀請一名醫生成為臨床醫生受訓，藍澤和新海將為了這個席位展開爭奪戰。
井上宣顯（Inoue Nobuaki）－滝藤賢一（3rd Season）
（香港配音：李錦綸【第三季】）
心臟內科醫生。
橘優輔的醫生。
梶壽志（Kaji Hisashi）－寺島進
（香港配音：譚漢華【第一季】、【第二季】、【第三季】）
急救直升機正機師。
飛行時數超過3000小時的資深飛行員，冷靜可靠。原本是負責遊覽、報導方面的飛行勤務，後來轉任救護直昇機駕駛員。有個小他17歲的老婆，總是從家裡帶愛妻便當過來，卻經常忙得沒時間吃，只能在日落任務結束後享用。
早川正豊－伊藤祐輝（3rd Season）（香港配音：劉奕希【第三季】）
急救直升機正機師。
安西康行－樋渡真司（1、2nd Season）（香港配音：羅偉亮【第一季】、【第二季】）
急救直升機副機師。
鳥居誠－岩井拳士朗（3rd Season）
急救直升機維修師。
春日部（Kasukabe）－田窪一世
翔北醫院的事務長。
在三井的訴訟事件中，主張徹底抗戰。
相馬（Souma）－隈部洋平
翔北醫院的顧問律師。
對於三井的訴訟、敦促三井徹底抗戰。

### 醫療人員相關家屬及患者
藍澤絹江（Aizawa Kinue）－島香織
第一季第6回登場。藍澤耕作的祖母。一個人培育了失去雙親的藍澤。因骨折而入住翔北醫院，但由於跌倒的意外令她失憶而認不出藍澤。在SP中認知障礙症治癒，並想起藍澤的事。原由白石擔當。後由藍澤。
在電影版中有提到她在第三季開始的兩年前過世，本來是住在療養院，但後來似乎與藍澤同住。
藍澤誠次（Aizawa Seiji）－中川雅也
第二季第1回登場。藍澤耕作的父親。在第一回中以山田一郎的名字探望母親藍澤絹江。
桐原夏美（Kirihara Natsumi）－村上尚子
第二季第6回聲音演出。藍澤耕作的母親。
田澤悟史（Tazawa Satoshi）－平山浩行（1、2nd Season）
第一季第7回登場。以前是心臓外科醫生，冴島的男朋友。肌肉萎縮性側索硬化症（ALS）病患者，預期壽命為幾年。半年前企圖用菜刀割頸自殺。這些事情讓冴島繼續回避他。
田澤俊子（Tazawa Toshiko）－大塚良重
第一季第7回登場。田澤悟史的母親。
白石博文（Shiraishi Hirofumi）－中原丈雄
第二季登場。明邦醫科大學的教授，白石恵的父親。與田所部長是大學時期的同學。著名的心臟內科醫生，患有末期肺癌，壽命不長。飛往全國演講。不知理由的白石惠誤解了父親。於第10回，乘搭前往青森演講的客機緊急降落，自己身負重傷也在現場進行第一次分診，與到達現場的白石惠團聚後為重傷者的治療。

#### 1st Season（2008年）
栗山美樹（Kuriyama Miki）－川島海荷（第1回）（香港配音：謝穎茵）
患1型糖尿病及腎衰竭而入院，因右手出現感染併發症而處危險狀態，須切斷保命。藤川擔當。
小村（Komura）－國本鍾建（第2回）（香港配音：羅偉亮）
被高空墜物受傷的男子。因某種原因穿胸罩，拒絕體檢。也有幽閉恐懼症。藤川擔當。
西口八重（Nishiguchi Yae）－二宮弘子（第2回）
因牙痛來急診的婆婆，經藍澤診治後回家。因牙痛而被忽略了心肌梗塞，後來在廁所倒下。
橫田英子（Yokota Eiko）－黑瀨友美（第2回）（香港配音：謝穎茵）
鼻骨骨折而接受診治。當初戀人被認定是家庭暴力，實質為身體畸形恐懼症，對自己的外型自卑，有自殘傾向。白石擔當。
大野正－福井博章（第2回）（香港配音：鄧肇基）
英子的戀人。在某事情下毆打英子的鼻子。
本山由希子（Motoyama Yukiko）－圓城寺綾（第3回）（香港配音：王夢華）
因腦瘤而頭暈眼花，從樓梯上摔下。不願簽手術同意書。兩年前去世了兒子直也。白石擔當。
本山邦夫（Motoyama Kunio）－佐藤旭（第3回）
由希子的丈夫。向白石承諾一定要拿到由希子手術同意書。
若杉貴子（Wakasugi Takako）－鳥居香織（第3回）
律師。卵巢嚢腫蒂扭轉。即使住院也繼續工作。緋山擔當。
島田洋二（Shimada Youji）－春海四方（第3回）
爛醉的狀態下從樓梯上摔下。
小倉友基（Ogura Yuuki）－三浦章文（第3回）
服用藥物後從55樓摔下。以傲慢無禮的態度取鬧。藍澤擔當。
雪村南（Yukimura Minami）－高山紗希（第3回））（香港配音：謝穎茵）
患有闌尾炎。受不了小野寺跟蹤狂的行為。
小野寺（Onodera）－矢部賢治（第3回）
南的跟蹤狂。自己刺傷胸口被送往醫院。
藤川靜子（Fujikawa Shizuko）－山本道子（第4回）（香港配音：黃鳳兒）
藤川的母親。因對藤川的事有顧慮而悄悄來看情况。
宮本茂（Miyamoto Shigeru）
－井田國彦（第4回）（香港配音：羅偉亮）
住院前是個自信的男人，窮愁潦倒之後一直對自己施以不需要的治療，被診斷為孟喬森氏症，由藤川順利開導。白石擔當。
飯田敏夫（Iida Toshio）－金井勇太（第4回）（香港配音：鄧肇基）
跳入河的時，頭部撞到河底，導致頸髄損傷。緋山擔當。
横山浩輝－山崎裕太（第5回）（香港配音：羅偉亮）
工廠拆卸現場的人員。爆炸事故發生時，鋼筋鑽進了腹部。
真壁清（Mokabe Kiyoshi）－阿南健治（第5回）（香港配音：譚漢華）
曾在三井手中死了的孕婦．真壁朋子（春木美沙子），其丈夫控告三井。於第7回的公審中因突發性食道破裂而送到翔北醫院。
松原俊夫（Matsubara Toshio）－田口主將（第5回）
因腦腫瘤和腦疝併發而倒下的病人．松原秀治的兒子。為了的得到秀治的養老金，希望進行手術延長壽命。
松原春江－佐野珠美（第5回）（香港配音：黃鳳兒）
俊夫之妻，為了的得到秀治的年金，希望進行手術延長壽命。
上村秀雄（Uemura Hideo）－北見敏之（第6回）（香港配音：黃志明）
症狀原因不明的病人。其兒子．久志（熊谷知博）自認是因為他施予黑魔術所致，故十分後悔。憑冴島的機智發現是腦膜炎。藤川擔當。
小田浩一（Oda Kouichi）－大高洋夫（第6回）（香港配音：羅偉亮）
因反對女兒．有美（伊藤麻里也）結婚，被有美從屋頂推下去。後被診斷為患有末期大腸癌。緋山擔當。
大山恒夫－古本新乃輔（第7回）
變性人。在曼谷接受變性手術後須禁食，但吃飛機餐後因腸閉塞住院。稱自己為梅麗簡洋子。
福島達夫（Fukushima Tatsuo）－平賀雅臣（第8回）（香港配音：譚漢華）
在一場夏日活動中遭花車意外而負傷。在同一事故中受傷的一家全員均入住翔北醫院。
福島重藏（Fukushima Shigezou）－織本順吉（第8回）（香港配音：羅偉亮）
達夫的父親。玩弄心電圖儀器、私自溜下床乘坐直升機的駕駛座使藍澤等人為難。
福島清美（Fukushima Kiyomi）－宮地雅子（第8回）（香港配音：王夢華）
達夫的妻子。知道達夫無事，就提出變更房間。
福島結菜（Fukushima Yuuna）－大作空（第8回）（香港配音：謝穎茵）
福島夫婦的9歳女兒。對藍澤有興趣。
北村有里子（Kitamura Yuriko）－奥貫薫（第3回[聲音演出]、第9-10回）（香港配音：錢惠玲）
黑田的前妻、10年前已離婚、育有一子。離婚後在美國生活著，暫時回國時，兒子遭遇事故。
北村健一（Kitamura Kenichi）－今井悠貴（第9-10回）（香港配音：王夢華）
黑田與有里子的兒子。兩人離婚後的由有里子撫養，自此一次也沒有和黑田會面。從美國回國時，因腦腫瘤一時意識混亂，從機場的自動扶梯上掉下。
神田美和子（Kanda Miwako）－海島雪（第10回）
有9間醫院拒絕接受的懷孕36週的孕婦，被書架壓住導致盤骨骨折。救治期間胎兒假死，藍澤決定優先保住母親性命，看到美和子不能放棄孩子的狀態，改變同時救母子的方針。
神田昭夫（Kanda Akio）－佐野賢一（第10回）
美和子的丈夫。試圖勸喻妻子為了兒子而放棄腹中孩子。
神田雄一－中島光熙（第10回）
神田夫婦的兒子。
澤野明夫（Sawano Akio）－遠山俊也（第11回）
在南房總的高速公路神明隧道中被貨櫃拖車壓在底層傷者。
澤野良江（Sawano Yoshie）－山下容莉枝（第11回）（香港配音：錢惠玲）
明夫之妻。乘坐助手席中受到多次碰撞，因腹腔內出血以緊急直升機運送，運送期間出現心包填塞。
澤野秀明－高木涼生（第11回）（香港配音：王慧珠）
澤野夫婦的兒子。
谷口優（Taniguchi Suguru）－大橋智和（第11回）（香港配音：鄧肇基）
腿斷夾在摩托車之間及摩托車的前罩的刺穿胸部重傷。開胸進行治療，但大動脈狹部破裂而死亡。
小西（Konishi）－肘井美佳（第11回）
谷口的女友。在南房總的高速公路神明隧道多次碰撞事故中受傷被困的人。

#### 新春特別篇（2009年）
奥田智則（Okuda Tomonori）－中野史祥
新千葉鐵路脫軌翻側事故在第二車廂受傷的乘客。膝蓋的開放性骨折引起的出血性休克生命垂危。在黒田的指示下，藤川進行了止血手術，保住了性命。
河野洋子－宮下智美
事故的受傷者。
河野和美－日向明子　
洋子的母親。事故的受傷者。
野口響子（Noguchi Kyouko）－西田尚美
新千葉鐵路脫軌翻側事故中，其孩子因急性硬腦膜外血腫而在車廂內的進行腦壓降低手術。
柏原綾－今井麗卡
心臓外科實習生。2nd season第二回中，名字只在白石及緋山的對話中出現。
杉田－中村龍
事故救援工作的木更津南消防總部的救援隊隊員。和細井與藤川合作，救出奥田。
細井雄介（Hosoi Yuusuke）－永岡佑
木更津南消防總部的新人救援隊隊員。首次出動大型事故現場的緣故，非常害怕，與藤川共同救出奥田。在2nd season隸屬笹川消防總部的急救隊。在飛機墜落事故救護工作中被飛機組件刺穿頸動脈，被固定用直升機送往醫院，到達之前死亡。當時擔當為藤川。
緋山公夫（Hiyama Kimio）－清水弘治
緋山的父親。

#### 2nd Season（2010年）
三島－加門良（第1回）
藍澤絹江的擔當醫生。
神岡－井上智之（第1回）
緋山美帆子的擔當醫生（循環器科）。
北山治－渡邊憲吉（第2回）
由於進行腦腫瘤手術，喪失手術前的記憶。白石擔當。
北山弓子（Kitayama Yumiko）－竹下明子（第2回）
北山的妻子。丈夫因腦腫瘤手術，喪失手術前的記憶，照顧丈夫時被第二次求婚。
井上正俊（Inoue Masatoshi）－白倉裕二（第2回）
與同工們在烏場山工地發生鐵材墜落事故中一同被壓倒。因大血管損傷死亡。藤川擔當。
工地的工作員－出口哲也、超智俊光（第2回）
井上的同僚。
小宮山静江－酒井麻吏（第2回）
丈夫（有福正志）因腦彌漫性損傷而入院。
大森奈津－佐藤直子（第2回）
在泰國美容整形的患者，吃了魚刺身導致創傷弧菌感染造成壞死性肌膜炎而死亡。
松井透（Matsui Tooru）－濱田岳（第3回）
在車站梯級一同被滑雪板刺穿身體的三名患者之一。刺穿盤骨最後因大量出血而死亡。
木澤廣之（Kizawa Hiroyuki）－日和佑貴（第3回）
在車站梯級一同被滑雪板刺穿身體的三名患者之一。因急性硬膜外血腫而接受即場開顱手術。森田惠理的男朋友。
森田惠理（Morita Eri）－小林涼子（第3回）
在車站梯級一同被滑雪板刺穿身體的三名患者之一。木澤廣之的女朋友。
斉藤沙希（Saitou Saki）－中別府葵（第3回）
拒絕做手術，經田澤悟史的說服決定做手術。緋山擔當。
上條敏明（Kamijyou Toshiaki）－村田啓治（第3回）
在車站捲入事故，白石負責治療，本身患有擴張型心肌病，最終不治。
上條久枝（Kamijyou Hisae）－丘蜜子（第3回）
敏明的母親。
上條洋三（Kamijyou Youzou）－田村泰二郎（第3回）
敏明的父親。
木島由紀菜－木南晴夏（第4回）
被強風吹落的招牌擊中頭部，懷孕24週的孕婦。住院時羊膜提早破裂，羊水流出來，緊急剖腹產下一名早產兒。
上野未來－杉山優奈（第5回）
手持狗隻娃娃的女童。從孤兒院逃出來尋找它時受傷送院。後來接受硬膜外血腫增大手術。藍澤擔當。
内藤妙子－木村緑子（第6回）
内藤芳雄的母親。對兒子謊稱自己患有胃潰瘍但實為末期肝癌。
内藤芳雄－太賀（第6回）
内藤妙子的兒子。投考京都大學的醫學部。
野上翼（Nogami Tsubasa）－榎本陸（第6回）
因事故而被確診為腦死亡。
野上直美（Nogami Naomi）－吉田羊（第6回）
確診為腦死亡的野上翼的母親。
野上明彦－松田賢二（第6回）
野上直美的哥哥，野上翼的舅父。
岡崎－三谷悦代（第7回）
翔北醫院的副院長。
根本房枝－戶村美智子（第7回）
登山時遭遇石頭滑落，丈夫受到嚴重傷害。
羽田－島津健太郎（第8回）
野上夫婦的律師。
時田早苗－水木薫（第8回）
還未能放下女兒已身亡的事實，多次來到醫院探望。
岸田－永嶋柊吾（第8回）
高校的足球隊隊員。因過敏反應被送進了醫院。
大江－泉澤祐希（第8回）
高校的足球隊隊員。與岸田同樣因過敏反應被送進了醫院。
青山美樹－宮本裕子（第9回）
騎自行車跌倒受傷，因腔室症候群到門診部求診的外來患者。跌倒原因是由於顱底腦瘤而一時喪失意識。腦腫瘤切除手術後出現右半身麻痺後遺症。
青山清美－高柳葉子（第9回）
美樹的母親。
青山一樹－澁谷武尊（第9回）
美樹的兒子。
田所麗子－長内美那子（第9回）
田所的妻子。
北村英樹－木下政治（第10-11回）
勇樹的父親。留下兒子在飛機，感到絕望和悲觀。得到藍澤及冴島的説服，鼓勵拒絕治療勇樹。
北村勇樹－一井直樹（第10-11回）
跌在飛機殘骸後面。藍澤判斷腳必須截肢但拒絕接受治療。

#### 3rd Season（2017年）
橘優輔（Tachibana Yuusuke）－歸山龍成（第1－10回）
橘啟輔、三井環奈夫婦的11歲兒子，擴張型心肌病，等候心臟移植。
宮本望海－古畑星夏（第2回）（香港配音：羅孔柔）
17歲腿部開放性骨折少女，懷孕15周。
宮本勉－平山祐介（第2回）（香港配音：張錦江）
骨折少女的父親。
天野奏（Akino Kanade）－田鍋梨梨花（第2－10回）（香港配音：凌晞）
罹患腦瘤的14歲天才鋼琴少女。
緒方博嗣（Ogata Hirotsugu）－丸山智己（第3－10回）（香港配音：陳廷軒）
脊髓受傷的料理人，绯山醫生麻煩的男朋友。

## 工作人員
- 編劇：林宏司、安達奈緒子（第三季）
- 音樂：佐藤直紀
- 導演：西浦正記、葉山浩樹、關野宗紀（第二季）、田中亮（第三季）
- 助導：關野宗紀、石井祐介（第一季）
- 技術指導：瀬戸井正俊
- 美術指導：柴田慎一郎
- 標題背景：富士川祐輔
- 攝影協助：日本醫科大學千葉北總病院、佐倉市八街市酒酒井町消防組合
- 醫療監督：益子邦洋、松本尚、原義明（日本醫科大學千葉北總病院緊急救命中心）
- 醫療指導：日本醫科大學千葉北總病院緊急救命中心、新村核（森山記念病院腦神經外科）
- 消防監修：安藤純一（佐倉市八街市酒酒井町消防組合）
- 監製：増本淳、高田雄貴（第三季）
- 制作：富士電視台連續劇製作中心
- 制作版權：富士電視台

## 歌曲
- 主題歌：Mr.Children〈HANABI〉（TOY'S FACTORY）
- 插曲
  - 新春特別篇：Mr.Children〈風と星とメビウスの輪〉、〈声〉（TOY'S FACTORY）
  - 第二季最終話：Mr.Children〈声〉（TOY'S FACTORY）

## 收視率
- 第一季（2008年）
  - 第一季的平均及最高收視率是2008年7-9月期所有連續劇中1位，唯一平均收視率超過15%的電視劇。

| 集數                                                                  | 播放日期      | 標題           | 導演     | 收視率 | 備註       |
| --------------------------------------------------------------------- | ------------- | -------------- | -------- | ------ | ---------- |
| 第1話                                                                 | 2008年7月03日 | 決斷           | 西浦正記 | 21.2%  | 加長15分鐘 |
| 第2話                                                                 | 2008年7月10日 | 責任           | 西浦正記 | 16.0%  |            |
| 第3話                                                                 | 2008年7月17日 | 急變           | 西浦正記 | 16.0%  |            |
| 第4話                                                                 | 2008年7月24日 | 母愛           | 葉山浩樹 | 13.2%  |            |
| 第5話                                                                 | 2008年7月31日 | 過去           | 葉山浩樹 | 15.7%  |            |
| 第6話                                                                 | 2008年8月07日 | 無償的愛       | 西浦正記 | 15.6%  |            |
| 第7話                                                                 | 2008年8月14日 | 告白           | 葉山浩樹 | 10.8%  |            |
| 第8話                                                                 | 2008年8月21日 | 不能避開的決心 | 西浦正記 | 13.4%  |            |
| 第9話                                                                 | 2008年8月28日 | 破碎的關係     | 葉山浩樹 | 15.8%  |            |
| 第10話                                                                | 2008年9月04日 | 動搖的心       | 葉山浩樹 | 14.9%  |            |
| 最終話                                                                | 2008年9月11日 | 生與死         | 西浦正記 | 19.5%  | 加長15分鐘 |
| 平均收視率：15.87% （收視率為日本關東地區收視，由Video Research調查） |               |                |          |        |            |

- 新春特別篇（2009年）

| 播放日期      | 標題           | 導演     | 收視率 | 備註    |
| ------------- | -------------- | -------- | ------ | ------- |
| 2009年1月10日 | 通往明天的離別 | 西浦正記 | 23.1%  | 130分鐘 |

- 第二季（2010年）
  - 第二季是2010年1-3月期所有連續劇唯一平均收視率超過15%的電視劇。

| 集數                                                                  | 播放日期      | 標題             | 導演     | 收視率 | 備註       |
| --------------------------------------------------------------------- | ------------- | ---------------- | -------- | ------ | ---------- |
| 第1話                                                                 | 2010年1月11日 | 平安夜的奇跡     | 西浦正記 | 18.8%  | 加長20分鐘 |
| 第2話                                                                 | 2010年1月18日 | 自己的路         | 西浦正記 | 17.1%  |            |
| 第3話                                                                 | 2010年1月25日 | 真理與謊言       | 葉山浩樹 | 17.2%  |            |
| 第4話                                                                 | 2010年2月01日 | 過去的日子       | 葉山浩樹 | 16.2%  |            |
| 第5話                                                                 | 2010年2月08日 | 愛著的人         | 西浦正記 | 16.5%  |            |
| 第6話                                                                 | 2010年2月15日 | 秘密             | 葉山浩樹 | 15.1%  |            |
| 第7話                                                                 | 2010年2月22日 | 過錯             | 西浦正記 | 15.9%  |            |
| 第8話                                                                 | 2010年3月01日 | 理由             | 關野宗紀 | 15.3%  |            |
| 第9話                                                                 | 2010年3月08日 | 心之傷           | 葉山浩樹 | 16.6%  |            |
| 第10話                                                                | 2010年3月15日 | 岔路             | 西浦正記 | 16.8%  |            |
| 最終話                                                                | 2010年3月22日 | 畢業〜奇跡的定義 | 西浦正記 | 16.6%  | 加長30分鐘 |
| 平均收視率：16.63% （收視率為日本關東地區收視，由Video Research調查） |               |                  |          |        |            |

- 第三季（2017年）
  - 第三季在2017年7-9月期連續劇中平均收視率及最高收視率都是1位，唯一最高收視率超過15%的連續劇。
  - 月九連續劇中，自2015年10月的《朝5晚9》以來平均收視率達雙位數，自2015年4月的《歡迎來我家》的最終回以來單集超過15%。

| 集數                                                                  | 播放日期      | 標題             | 導演              | 收視率 | 備註       |
| --------------------------------------------------------------------- | ------------- | ---------------- | ----------------- | ------ | ---------- |
| 第1話                                                                 | 2017年7月17日 | 遙遠的請託       | 西浦正記          | 16.3%  | 加長30分鐘 |
| 第2話                                                                 | 2017年7月24日 | 引導的人         | 西浦正記          | 15.6%  | 加長15分鐘 |
| 第3話                                                                 | 2017年7月31日 | 比生命重要的事情 | 葉山浩樹          | 14.0%  |            |
| 第4話                                                                 | 2017年8月 7日 | 微笑的效果       | 葉山浩樹          | 13.8%  |            |
| 第5話                                                                 | 2017年8月14日 | 擁抱的人         | 西浦正記          | 13.8%  | 加長15分鐘 |
| 第6話                                                                 | 2017年8月21日 | 超越失望         | 田中亮            | 13.7%  |            |
| 第7話                                                                 | 2017年8月28日 | 失敗的補償       | 西浦正記          | 13.4%  |            |
| 第8話                                                                 | 2017年9月 4日 | 孤獨的夜晚       | 田中亮            | 15.4%  |            |
| 第9話                                                                 | 2017年9月11日 | 命運的1小時      | 葉山浩樹 西浦正記 | 13.9%  | 加長15分鐘 |
| 最終話                                                                | 2017年9月18日 | 黑暗之前的事情   | 西浦正記          | 16.4%  | 加長30分鐘 |
| 平均收視率：14.63% （收視率為日本關東地區收視，由Video Research調查） |               |                  |                   |        |            |

- 另一個戰場 特別篇（2018年）
  - 以劇中實習醫生灰谷俊平（成田凌飾演）為主軸，串連第三季與劇場版之間的故事，內含許多第三季的片段，帶有總集編的性質。

| 播放日期      | 標題       | 導演     | 收視率 | 備註    |
| ------------- | ---------- | -------- | ------ | ------- |
| 2018年7月28日 | 另一個戰場 | 野田悠介 | 13.5%  | 130分鐘 |

## 得獎紀錄
| 季度     | 受賞式                     | 獎項               | 得獎者                       | 結果 |
| -------- | -------------------------- | ------------------ | ---------------------------- | ---- |
| Season 1 | 第58回日劇學院賞           | 監督賞             | 西浦正記、葉山浩樹           | 獲獎 |
| Season 2 | 第64回日劇學院賞           | 最優秀作品賞       | Code Blue Season 2           | 獲獎 |
| Season 2 | 第64回日劇學院賞           | 主演男優賞         | 山下智久                     | 提名 |
| Season 2 | 第64回日劇學院賞           | 監督賞             | 西浦正記、葉山浩樹、關野宗紀 | 提名 |
| Season 3 | 第21回日刊體育日劇大賞季選 | 〈夏季〉作品賞     | Code Blue Season 3           | 獲獎 |
| Season 3 | 第21回日刊體育日劇大賞季選 | 〈夏季〉主演男優賞 | 山下智久                     | 獲獎 |
| Season 3 | 第21回日刊體育日劇大賞季選 | 〈夏季〉助演男優賞 | 淺利陽介                     | 獲獎 |
| Season 3 | 第21回日刊體育日劇大賞季選 | 〈夏季〉助演女優賞 | 新垣結衣                     | 獲獎 |
| Season 3 | 第94回日劇學院賞           | 最優秀作品賞       | Code Blue Season 3           | 獲獎 |
| Season 3 | 第94回日劇學院賞           | 主演男優賞         | 山下智久                     | 獲獎 |
| Season 3 | 第94回日劇學院賞           | 助演男優賞         | 淺利陽介                     | 提名 |
| Season 3 | 第94回日劇學院賞           | 助演女優賞         | 新垣結衣                     | 獲獎 |
| Season 3 | 第94回日劇學院賞           | 助演女優賞         | 戶田惠梨香                   | 提名 |
| Season 3 | 第94回日劇學院賞           | 主題曲賞           | Mr.Children〈HANABI〉        | 提名 |
| Season 3 | 第94回日劇學院賞           | 監督賞             | 西浦正記、葉山浩樹、田中亮   | 提名 |
| Season 3 | Yahoo! 搜尋大賞 2017       | 電視劇部門賞       | Code Blue Season 3           | 獲獎 |
| Season 3 | 第27回TV LIFE年度日劇大賞  | 作品賞             | Code Blue Season 3           | 提名 |
| Season 3 | 第27回TV LIFE年度日劇大賞  | 主演男優賞         | 山下智久                     | 提名 |
| Season 3 | 第27回TV LIFE年度日劇大賞  | 助演女優賞         | 新垣結衣                     | 獲獎 |
| Season 3 | 第27回TV LIFE年度日劇大賞  | 助演女優賞         | 戶田惠梨香                   | 提名 |
| Season 3 | 第27回TV LIFE年度日劇大賞  | 新人賞             | 新木優子                     | 提名 |
| Season 3 | 第27回TV LIFE年度日劇大賞  | 新人賞             | 馬場富美加                   | 提名 |
| Season 3 | 第27回TV LIFE年度日劇大賞  | 主題歌賞           | Mr.Children〈HANABI〉        | 提名 |
| Season 3 | 第45回伊藤熹朔賞           | 本賞               | 飯塚洋行                     | 獲獎 |

## 電影
2018年7月27日上映，主演山下智久，直至9月17日，票房92.4 億日圓，動員人數達690萬人。

### 登場人物
- 藍澤耕作－山下智久（台灣配音：宋克軍）
- 白石惠－新垣結衣（台灣配音：魏晶琦）
- 緋山美帆子－戶田惠梨香（台灣配音：陶敏嫻）
- 冴島遙－比嘉愛未（台灣配音：傅其慧）
- 藤川一男－淺利陽介（台灣配音：李世揚）
- 名取颯馬－有岡大貴（台灣配音：孟慶府）
- 灰谷俊平－成田凌（台灣配音：陳彥鈞）
- 横峯朱莉－新木優子（台灣配音：王貞令）
- 雪村雙葉－馬場富美加（台灣配音：傅其慧）
- 岩田彰生－新田真剣佑（台灣配音：吳文民）
- 雪村沙代－片瀨梨乃（台灣配音：魏晶琦）
- 富澤未知－山谷花純（台灣配音：陶敏嫻）
- 緒方博嗣－丸山智己（台灣配音：張騰）
- 杉原剛志－平埜生成（台灣配音：張騰）
- 西條章－杉本哲太（台灣配音：陳彥鈞）
- 新海廣紀－安藤政信（台灣配音：李世揚）
- 橘啓輔－椎名桔平（台灣配音：吳文民）

### 製作團隊
- 監製：增本淳
- 製片：若松央樹、甘木モリオ
- 編劇：安達奈緒子
- 導演: 西浦正記
- 主題曲：Mr.Children〈HANABI〉
- 製作：石原隆、藤島ジュリーK.、本間憲、市川南
- 配樂作曲：佐藤直紀
- 攝影：安藝孝仁
- 剪輯：柳沢竜也
- 美術：飯塚洋行
- 協助：
- 特別協助：
- 支援：
- 醫療監修：日本医科大学千葉北総病院（日语：日本医科大学千葉北総病院）急救中心（日语：救命救急センター）
- 製作公司、發行：富士電視台、東寶
- 製作：富士電視台、傑尼斯、LesPros娛樂、東寶、富士電視網

### 獎項
| 年份   | 受賞式           | 提名類別   | 對象                | 結果 |
| ------ | ---------------- | ---------- | ------------------- | ---- |
| 2018年 | 第43屆報知電影獎 | 最佳電影   | 電影版 空中急診英雄 | 提名 |
| 2018年 | 第43屆報知電影獎 | 最佳導演   | 西浦正記            | 提名 |
| 2018年 | 第43屆報知電影獎 | 最佳男主角 | 山下智久            | 提名 |
| 2018年 | 第43屆報知電影獎 | 最佳男配角 | 新田真劍佑          | 提名 |
| 2018年 | 第43屆報知電影獎 | 最佳女配角 | 新垣結衣            | 提名 |

### 電視播送
| 回數 | 播放電視局 | 節目           | 播放日期      | 撥放時間       | 收視率 | 備註 |
| ---- | ---------- | -------------- | ------------- | -------------- | ------ | ---- |
| 1    | 富士電視台 | 土曜プレミアム | 2019年12月7日 | 20：00～23：10 | 12.0%  |      |

## 說明
本劇故事背景，乃是描述日本內閣總務省消防廳於1998年公佈修正法案，開始於各地逐一編成「直升機救急隊」（回転翼航空機救急隊/消防防災ヘリコプター）的設置與編成。
標題的「（Code Blue）」，為日本譯自「國際醫療專業術語」（Hospital Emergency Codes），意涵為有患者狀況發生緊急變化需迅速救治，醫護人員應立即集合（「緊急事態發生」、「至急全員集合」），惟美國各州、各國不同顏色代表之意涵略有差異。目前至少有三個系統，（1）美國體系：the Hospital Association of Southern California (HASC)、Healthcare Emergency Codes (New Jersey Hospital Association)、（Texas Tech University Health Sciences Center）；（2）加拿大體系；（3）澳洲體系：Australian Standard 4083 (1997) 。
- 完整的 Hospital Emergency Codes （页面存档备份，存于）

## 外部連結
- 富士電視台官方網站
  - 第一季官方網站 （页面存档备份，存于） （日語）
  - 第二季官方網站 （页面存档备份，存于） （日語）
  - 第三季官方網站 （页面存档备份，存于） （日語）
- 空中急診英雄的X（前Twitter） （日語）
- 空中急診英雄的Instagram帳戶 （日語）

## 作品的變遷
| 日本 富士電視台 木曜劇場 星期四 22:00 - 22:54 | 日本 富士電視台 木曜劇場 星期四 22:00 - 22:54       | 日本 富士電視台 木曜劇場 星期四 22:00 - 22:54                           |
| --------------------------------------------- | --------------------------------------------------- | ----------------------------------------------------------------------- |
|                                               | 空中急診英雄 （2008年7月3日－2008年9月11日）        |                                                                         |
| 最後的朋友 （2008年4月10日－2008年6月19日）   | 風之花園 （2008年10月9日－2008年12月18日）          |                                                                         |
| 週一晚間九點連續劇 星期一 21:00 - 21:54       |                                                     |                                                                         |
| 東京DOGS （2009年10月19日－2009年12月21日）   | 空中急診英雄 第2季 （2010年1月11日－2010年3月22日） | 月之戀人～Moon Lovers～ （2010年5月10日－2010年7月5日）                 |
| 週一晚間九點連續劇 星期一 21:00 - 21:54       |                                                     |                                                                         |
| 貴族偵探 （2017年4月17日－2017年6月26日）     | 空中急診英雄 第3季 （2017年7月17日－2017年9月18日） | 民眾之敵～這世道，不是很奇怪嗎！？～ （2017年10月23日－2017年12月25日） |

| 香港 有線娛樂台 星期一至五 23:30 - 00:30 | 香港 有線娛樂台 星期一至五 23:30 - 00:30                          | 香港 有線娛樂台 星期一至五 23:30 - 00:30 |
| --- | ----------------------------------------------------------------- | ---------------------------------------- |
| | （2009年7月31日－2009年8月14日）                                  |                                          |
| 奪寶誘心人 （2009年6月30日－2009年7月30日） | OL大作戰 （2009年8月17日－2009年8月28日）                         |                                          |
| 香港 Now 101台 星期一至五 21:30 - 22:35 |                                                                   |                                          |
| 不毛地帶 （2011年2月10日－2011年3月9日） | （2011年3月10日－2011年3月14日） （2011年3月15日－2011年3月29日） | 秘密花園 （2011年3月30日－2011年5月9日） |
| 香港 無綫電視J2 星期日 22:35 - 23:35 · 9月10日 22:35 - 00:05 · 9月17日、10月15日及11月12日 22:35 - 23:50 · 10月1日 暫停播映 · 11月19日 22:45 - 00:15        |                                                                   |                                          |
| 小學餐女廚神（星期六、日） （2017年8月5日－2017年9月3日） | （2017年9月10日－2017年11月19日）                                 | 陸王 （2017年11月26日－2018年2月4日）    |
| 香港 myTV SUPER日劇台 星期一13:30 - 14:30、16:30 - 17:30、19:30 - 20:30及22:30 - 23:30 · 3月19日 13:30 - 14:45、16:30 - 17:45、19:30 - 20:45及22:30 - 23:45 |                                                                   |                                          |
| 求婚大作戰 （2017年12月25日－2018年3月5日） 求婚大作戰之情定夏威夷 （2018年3月12日）                                                                        | （2018年3月19日－2018年5月21日）                                  | —                                        |

| 臺灣 緯來日本台 週一至週五 每晚9點             | 臺灣 緯來日本台 週一至週五 每晚9點                     | 臺灣 緯來日本台 週一至週五 每晚9點          |
| ---------------------------------------------- | ------------------------------------------------------ | ------------------------------------------- |
|                                                | 空中急診英雄 （2009年8月5日－2009年8月19日）           |                                             |
| 咩妹的完美執事 （2009年7月22日－2009年8月4日） | 童顏刑事 （2009年8月20日－2009年9月3日）               |                                             |
| 週一至週五 每晚11點 一番偶像劇                 |                                                        |                                             |
| 詐欺遊戲2 （2010年7月29日－2010年8月10日）     | 空中急診英雄 特別篇+2 （2010年8月11日－2010年8月27日） | 東大特訓班 （2010年8月30日－2010年9月13日） |
| 週一至週五 每晚9點 （雙時段播出）              |                                                        |                                             |
| 詐欺遊戲2 （2010年7月30日－2010年8月11日）     | 空中急診英雄 特別篇+2 （2010年8月12日－2010年8月30日） | 女人不妥協 （2010年8月31日－2010年9月13日） |
| 週一至週五 22:00 - 23:00                       |                                                        |                                             |
| （2017年11月9日－2017年11月22日）              | 空中急診英雄3 （2017年11月23日－2017年12月6日）        | 派遣女醫5 （2017年12月7日－2017年12月21日） |

| 新加坡 新传媒U频道 每週六、日 21:00 - 23:00                                                                | 新加坡 新传媒U频道 每週六、日 21:00 - 23:00      | 新加坡 新传媒U频道 每週六、日 21:00 - 23:00 |
| --- | ------------------------------------------------ | ------------------------------------------- |
| | 空中急診英雄 （2015年4月18日－2015年5月30日） PG |                                             |
| 繼承者們 （2014年11月29日－2015年4月11日） （星期六）2分之一強 （2015年1月11日－2015年4月12日） （星期日） | 黃金時刻 （2015年5月31日－2015年7月25日）        |                                             |

| 臺灣 WakuWaku Japan 週一至週五 22:00 - 23:00 | 臺灣 WakuWaku Japan 週一至週五 22:00 - 23:00 | 臺灣 WakuWaku Japan 週一至週五 22:00 - 23:00 |
| -------------------------------------------- | --- | -------------------------------------------- |
|                                              | （2017年2月27日－2017年4月3日） |                                              |
| （2016年12月23日－2017年2月24日）            | （週一） （2017年4月10日－時間不明）有喜歡的人台湾篇 心有所屬（週二） （2017年4月4日） （週二） （2017年4月11日－時間不明）最強名醫2011+2013（週三至週五） （2017年4月5日－2017年5月12日） |                                              |
| 週日 22:00-23:00                             | |                                              |
| 花樣少年少女 特別篇 （2017年7月16日）        | （2017年7月23日－2017年） | —                                            |

| 臺灣 愛爾達影劇台 每週一至週五 20:00 - 21:30 | 臺灣 愛爾達影劇台 每週一至週五 20:00 - 21:30 | 臺灣 愛爾達影劇台 每週一至週五 20:00 - 21:30 |
| -------------------------------------------- | --- | -------------------------------------------- |
|                                              | 空中急診英雄 （2020年4月2日－2020年4月16日） （2020年4月17日－2020年4月20日）空中急診英雄2 （2020年4月21日－2020年5月5日）空中急診英雄3 （2020年5月6日－2020年5月19日） |                                              |
| 派遣女醫X（第四～五季） （重播）             | 男扮女裝家政婦（第一～三季） （2020年5月20日－2020年6月22日） |                                              |

| 臺灣 八大戲劇台 每週六、日 18:00 - 20:00 | 臺灣 八大戲劇台 每週六、日 18:00 - 20:00                                                   | 臺灣 八大戲劇台 每週六、日 18:00 - 20:00 |
| ---------------------------------------- | ------------------------------------------------------------------------------------------ | ---------------------------------------- |
|                                          | 空中急診英雄 （2021年2月13日－2021年2月28日）空中急診英雄Ⅱ （2021年3月6日－2021年3月21日） |                                          |
| 朝5晚9 （2021年1月23日－2021年2月7日）   | （2021年3月27日－2021年4月11日）                                                           |                                          |